# Ludwig II. (Italien)

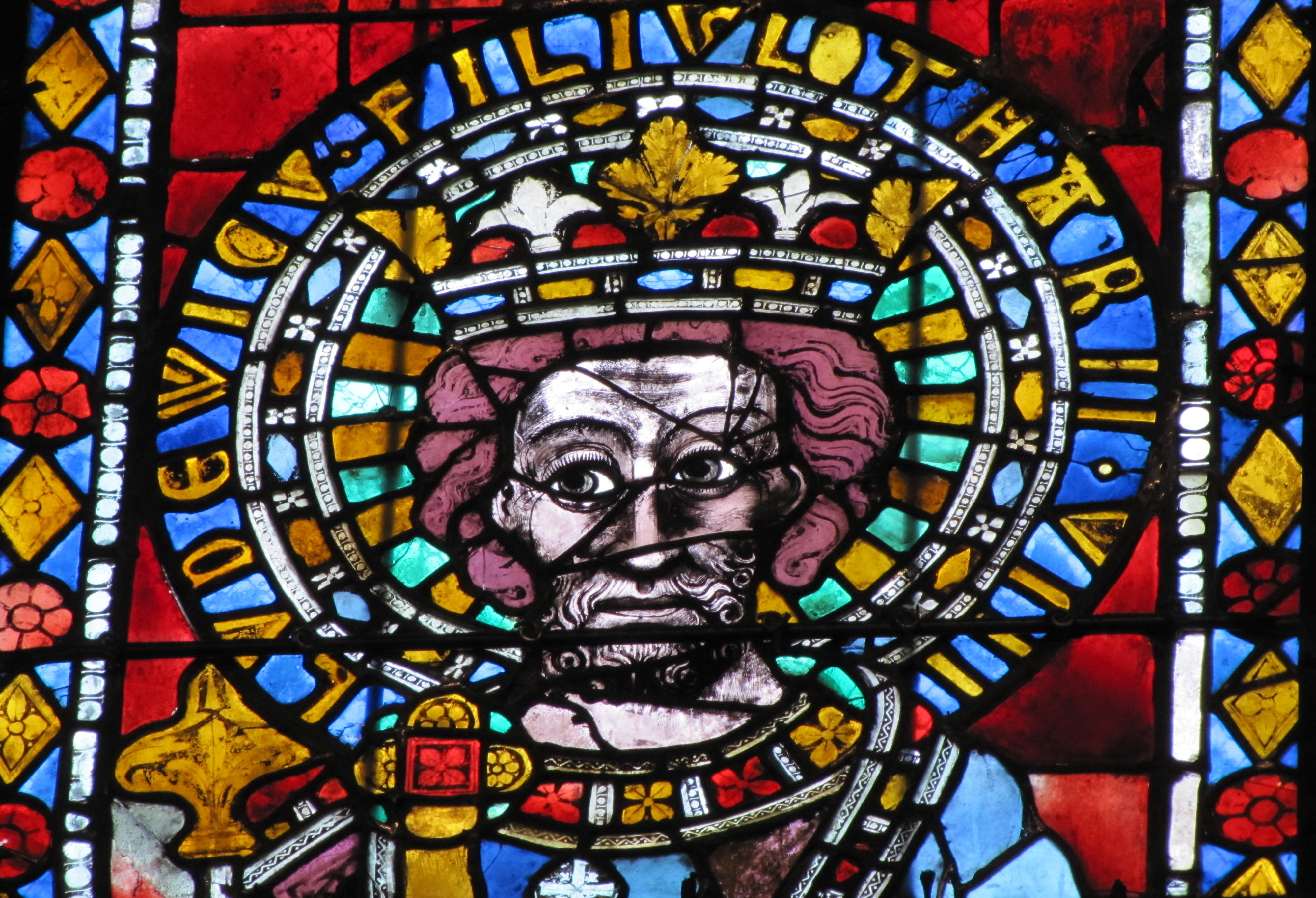
Abbildung Ludwigs II. im Straßburger Münster

Ludwig II. (* 825; † 12. August 875 bei Brescia) war (Titular-)König von Italien ab 839/840, König der Langobarden ab 844, römischer Mitkaiser ab 850 und Kaiser ab 855 aus dem Adelsgeschlecht der Karolinger.

## Leben

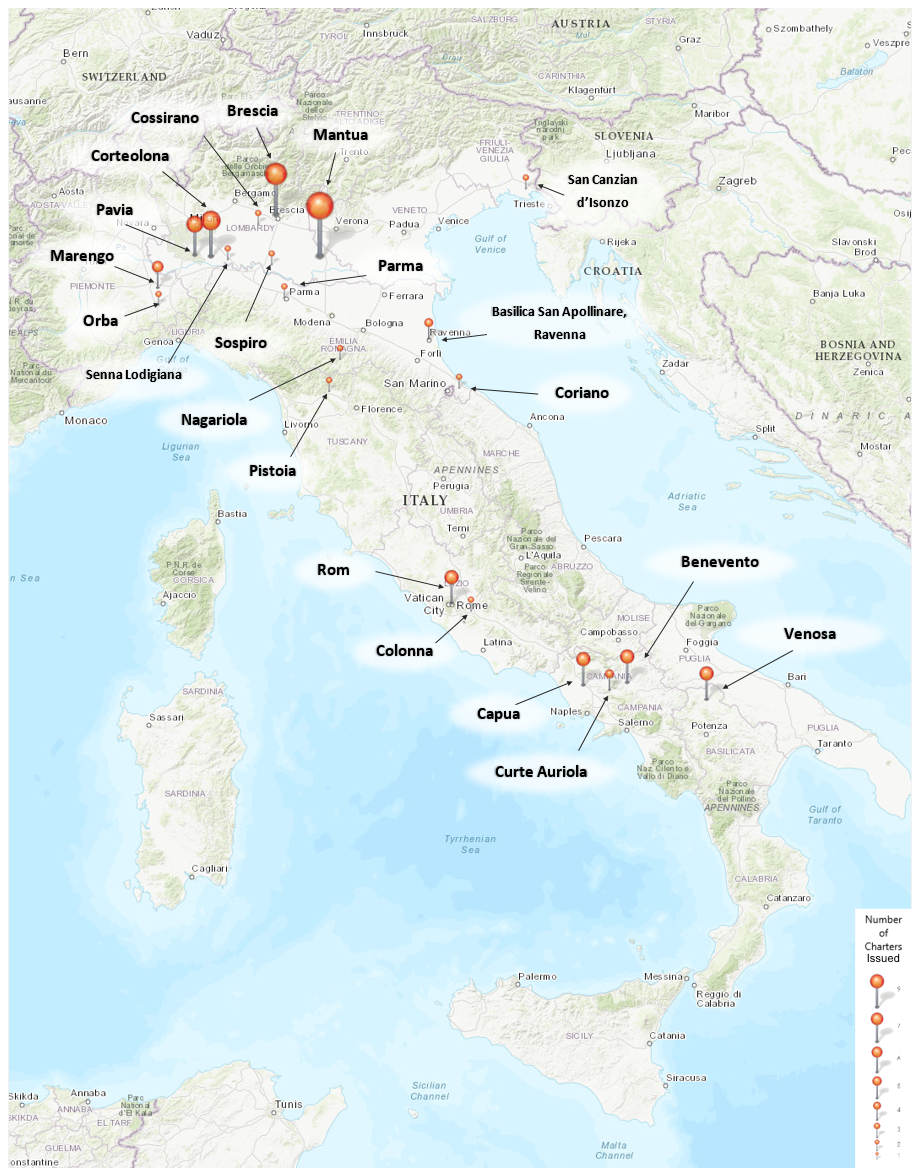
Ausstellungsorte der Urkunden Ludwigs II.

Ludwig II. war der älteste Sohn Kaiser Lothars I. aus dessen Ehe mit Irmingard von Tours. Sein Vater setzte ihn 839/840 zum König von Italien ein. Papst Sergius II. krönte ihn daraufhin am 15. Juni 844 zum König der Langobarden und Papst Leo IV. krönte ihn am 6. April 850 zum römischen (Mit-)Kaiser.
Bei seines Vaters Abdankung 855 erhielt er in der Reichsteilung von Prüm Italien. Das römische Kaisertum sank unter ihm zu einem bloßen Titel herab und musste auf jede Oberhoheit über die übrigen fränkischen Königreiche verzichten. Selbst in Italien hatten muslimische Araber (Sarazenen) seinem Reich den Süden entrissen, so z. B. Benevent, das im Jahre 841 erstürmt wurde. Nachdem die Sarazenen ihre verheerenden Raubzüge bis zu den Klöstern Monte Cassino und San Vincenzo am Volturno ausgedehnt hatten, riefen die Äbte beider Klöster Ludwig II. zu Hilfe. Dieser unternahm 851/852 einen Feldzug. Bari konnte aber nicht zurückerobert werden. Die Herzöge von Benevent und die Klöster mussten sich durch Tributzahlungen von den Plünderungen freikaufen. In den Jahren 866 bis 871 hielt sich der Kaiser ohne Unterbrechung in Süditalien auf. Bei der Eroberung des Emirats von Bari im Jahre 871, wo sich ein sarazenischer Emir festgesetzt hatte, erhielt Ludwig byzantinische Flottenhilfe.
Der Bund mit dem byzantinischen Kaiserreich zur Vertreibung der Sarazenen war zwar erfolgreich, indes entzweiten sich die beiden Kaiser über die Kaiserfrage. Ein Antwortbrief Ludwigs an Kaiser Basileios I. erläutert die näheren Umstände. Basileios wollte Ludwig den Titel eines Imperator Augustus nicht zugestehen. Basileios bestand darauf, Karl der Große hätte rechtmäßig die Kaiserwürde nicht beanspruchen dürfen.
Nach dem kinderlosen Tod seines jüngsten Bruders Karl von der Provence 863 hatte Ludwig sich mit Lothar II. Burgund geteilt. Als aber auch Lothar II., zu dessen Gunsten er 864 einen Zug nach Rom unternommen hatte, um Papst Nikolaus I. zur Nachgiebigkeit in dessen Ehestreit zu zwingen, 869 ohne Erben starb, tat er nichts, um dessen eingekeiltes Land in Besitz zu nehmen, das seinen Oheimen Karl dem Kahlen (Westfrankenreich) und Ludwig dem Deutschen (Ostfrankenreich) zufiel. 
Von einem erfolglosen Rachezug gegen Benevent nach Oberitalien zurückgekehrt, starb er am 12. August 875 bei Brescia. Da aus seiner Ehe mit Engelberga – sie gehörte den Supponiden an – zwei Töchter hervorgingen, die nicht erbberechtigt waren, erlosch mit ihm der italienische Zweig der Karolinger. Das Kaisertum ging auf Karl den Kahlen über. Wie Andrea da Bergamo in seiner Adbreviatio de gestis Langobardorum berichtet, wurde der Leichnam des Kaisers auf Druck des Erzbischofs Ansbert von Mailand an dessen Residenzstadt geleitet.
Die beiden Töchter waren:
- Gisla (* wohl 852/855, † vor 28. April 868), Äbtissin von San Salvatore zu Brescia
- Ermengarde (* wohl 852/855, † 896), Äbtissin von San Salvatore zu Brescia

⚭ März/Juni 876 Boso von Vienne (* 825/828; † 11. Januar 887), König von Niederburgund aus der Familie der Buviniden